# طوطی گواوا
طوطی گواوا (نام علمی: Bolbopsittacus lunulatus) یک گونه از طوطی‌ها در خانواده طوطیان سبز، متعلق به سردهٔ تک‌نماد Bolbopsittacus و نزدیک به طوطی عشق (Agapornis) و طوطی‌های آویزان (Loriculus) است. این گونه بومی فیلیپین است و در محلی به نام bubutok شناخته می‌شود. نام رایج آن از شهرت آن برای خوردن گواوا گرفته شده‌است.

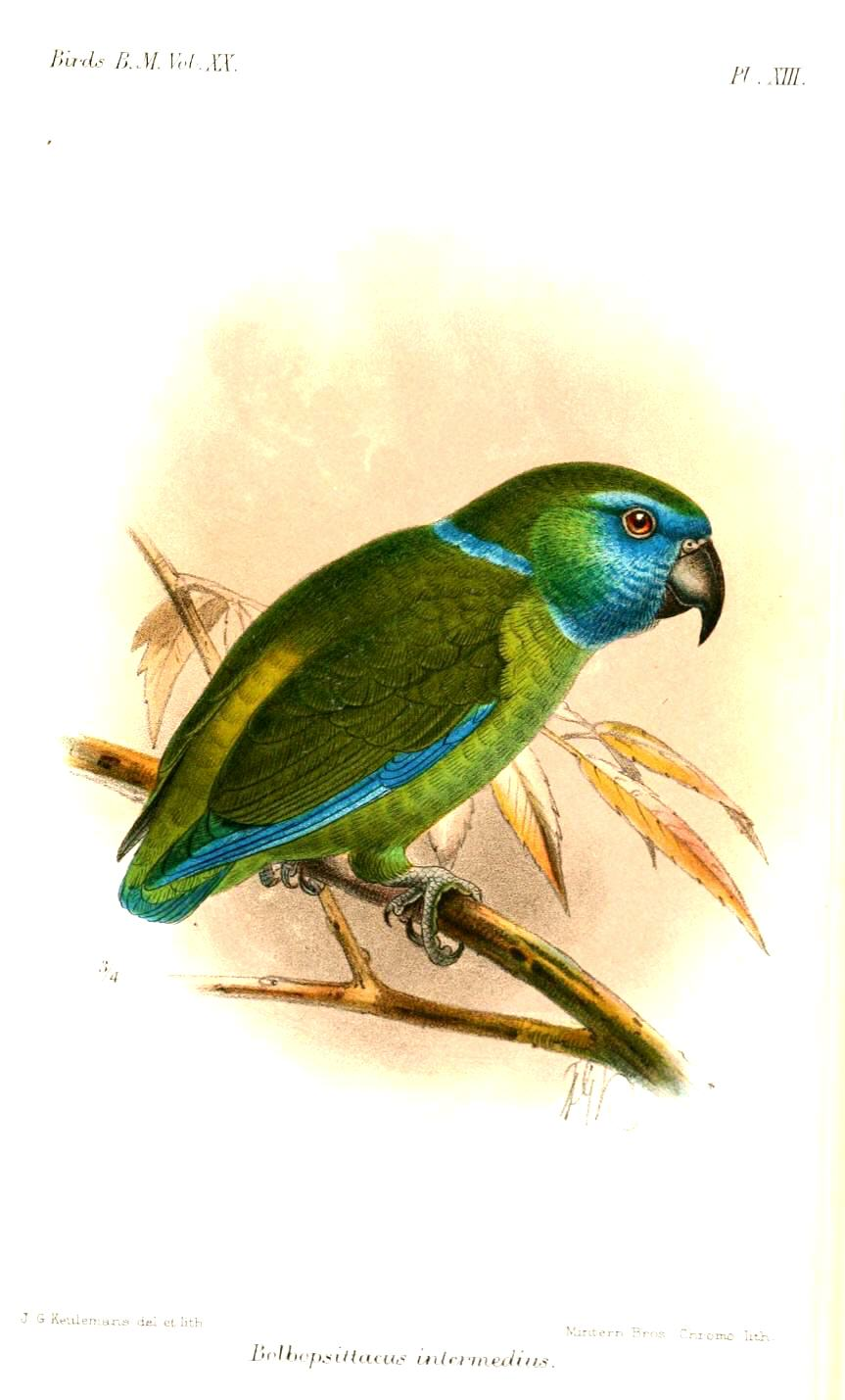
زیرگونه B. l. intermedius، نگاره توسط Keulemans، ۱۸۹۱